# Lacanobia splendens
Lacanobia splendens là một loài bướm đêm thuộc họ Noctuoidea. Nó được tìm thấy ở temperate châu Âu và châu Á tới bờ biển Thái Bình Dương và Nhật Bản.
Sải cánh dài 32–39 mm. Con trưởng thành bay từ tháng 5 đến tháng 7 và in warm locations một lần nữa vào tháng 8 in a second generation.
Ấu trùng ăn các loài plants, bao gồm Cicuta virosa, Menyanthes trifoliata, Solanum dulcamara, Convolvulus, Lactuca (bao gồm Lactuca sativa) và Arctium khác nhau.